# Micrixia costalis
Micrixia costalis är en insektsart som beskrevs av Fowler 1904. Micrixia costalis ingår i släktet Micrixia och familjen Kinnaridae. Inga underarter finns listade i Catalogue of Life.